# Dielsdorf
Dielsdorf (gzu. Diollschdoorff, hist. Tielschderf) – miejscowość i gmina (Politische Gemeinde) w północnej Szwajcarii, w kantonie Zurych, siedziba administracyjna okręgu (Bezirk) Dielsdorf.

## Historia
Miejscowość pierwszy raz została wzmiankowana w 861 roku jako Theolvesthoruf.

## Demografia
W Dielsdorfie mieszka 6151 osób. W 2021 roku 33,9% populacji gminy stanowiły osoby urodzone poza Szwajcarią.

## Osoby

### związane z gminą
- Hazel Brugger (1993) szwajcarska poetka, stand-up'erka, kabarecistka
- Hans Hiltebrand (1945) – szwajcarski bobsleista
- Barbara Steinemann (1976) – szwajcarska polityczka

## Transport
Przez teren gminy przebiega droga główna nr 17.